# Lijst van straten in Wageningen
De lijst met straatnamen in Wageningen bevat (per maart 2024) 458 namen. Dit zijn namen van straten, stegen en pleinen zoals opgenomen in de officiële registratie van de BAG.
Verdwenen straatnamen staan onderaan.
De namen zijn in een aantal thema's te verdelen:
- kinderboekenschrijvers (Noordwest)
- figuren uit kinderboeken (Laantje van ... Pad van ..., Noordwest)
- Nederlandse kunstenaars/architecten (Noordwest)
- Nederlandse acteurs en cabaretiers (en revue) (Noordwest, Mondriaanbuurt)
- Nederlandse politici (Nudebuurt)
- Nederlandse Nobelprijswinnaars (Bovenbuurt)
- bloemen (De Buurt)
- boomsoorten en struiken (Benedenbuurt)
- oprichters Patrimonium (Benedenbuurt)
- fruit (Boomgaarden)
- bevrijding / Tweede Wereldoorlog
- Wageningse hoogleraren 1 (Hamelakkers)
- Wageningse hoogleraren 2 (Kortenoord-Oost)
- kunstenaars (Kortenoord-West)
- ambachtschool-verwijzingen (De Buurt-Oost)
- diersoorten (Wageningen-Hoog)
- oude toponiemen
- Oranjes (met name De Buurt-West)
- vijf vrouwen van een Torck (Centrum)
- twee oud-burgemeesters
- Wageningse vrouwelijke politici (Nudepark2)

Onderaan staat ook een verwijzing naar een interactieve kaart hierover.

## Lijst
| Straatnaam                      | Buurt                                                                            | Wijk                                                        | Thema                                      | Achtergrond | Periode |
| ------------------------------- | -------------------------------------------------------------------------------- | ----------------------------------------------------------- | ------------------------------------------ | --- | ------- |
| 1e Kloostersteeg                | Binnenstad                                                                       | Centrum                                                     |                                            | |         |
| 2e Kloostersteeg                | Binnenstad                                                                       | Centrum                                                     |                                            | |         |
| 5 Mei plein                     | Veluvia, Rustenburg                                                              | Veluvia-Hamelakkers, Centrum                                |                                            | Hotel De Wereld naar de bevrijding (locatie van dit hotel) |         |
| Aan de Rijn                     | Uiterwaarden                                                                     | Buitengebied                                                | toponiem                                   | |         |
| Aart van der Leeuwstraat        | De Hooilanden                                                                    | Noordwest                                                   |                                            | |         |
| Abersonlaan                     | Hamelakkers                                                                      | Veluvia-Hamelakkers                                         | Wageningse hoogleraren 1                   | Eerste rector magnificus landbouwhogeschool: Johannes Hendrikus Aberson (1857-1935) |         |
| Abraham Kuyperstraat            | Nude-buurt                                                                       | Nude                                                        | Nederlandse politici                       | |         |
| Acaciapad                       | Benedenbuurt                                                                     | Boven- en Benedenbuurt                                      | boomsoorten                                | |         |
| Achterweg                       | Nude-buurt                                                                       | Nude                                                        |                                            | |         |
| Agro Business Park              | Business & Science Park                                                          | Noordwest                                                   |                                            | |         |
| Akeleistraat                    | De Buurt-Oost                                                                    | De Buurt                                                    | bloemen                                    | |         |
| Akkermaalsbos                   | Wageningen Campus en Droevendaal                                                 |                                                             |                                            | verwijst naar het historisch grondgebruik hier (hakhout) |         |
| Albardaweg                      | Nude-buurt                                                                       | Nude                                                        | Nederlandse politici                       | naar (Johan) Willem Alberda, SDAP |         |
| Ambachtstraat                   | De Buurt-Oost                                                                    | De Buurt                                                    | ambachtschool                              | vanwege de ambachtsschool die hier stond |         |
| Anjerhof                        | Haverlanden                                                                      | De Buurt                                                    | bloemen                                    | |         |
| Anna van Hoëvellstraat          | Nudepark, Rijnhaven en Industrieweg                                              | Nude                                                        |                                            | Anna Reihardina Wilhelmina Rudolphina Schnitger-baronesse van Hoëvell (Dordrecht 1855 – Hilversum 1947) 1e vrouwelijke kandidaat voor de Wageningse gemeenteraad |         |
| Annie M.G. Schmidtstraat        | De Hooilanden                                                                    | Noordwest                                                   | schrijvers kinderboeken                    | |         |
| Arboretumlaan                   | Veluvia, Benedenbuurt                                                            | Veluvia-Hamelakkers, Boven- en Benedenbuurt                 |                                            | naar de bomentuin hier |         |
| Asserpark                       | Bovenbuurt                                                                       | Boven- en Benedenbuurt                                      |                                            | |         |
| Asterstraat                     | Haverlanden                                                                      | De Buurt                                                    | bloemen                                    | |         |
| August Faliseweg                | Veluvia                                                                          | Veluvia-Hamelakkers                                         |                                            | lee ook oud Wageningen |         |
| Bassecour                       | Binnenstad                                                                       | Centrum                                                     |                                            | |         |
| Bastion                         | Rustenburg                                                                       | Centrum                                                     | vestingbouw                                | |         |
| Beatrixlaan                     | Benedenbuurt                                                                     | Boven- en Benedenbuurt                                      | Oranjes                                    | |         |
| Beekstraat                      | De Buurt-West                                                                    | De Buurt                                                    |                                            | naar de beek die hier liep |         |
| Begoniastraat                   | Haverlanden                                                                      | De Buurt                                                    | bloemen                                    | |         |
| Bellefleur                      | Boomgaarden                                                                      | De Weiden en Boomgaarden                                    | fruit                                      | appelras |         |
| Bellostraat                     | Bovenbuurt                                                                       | Boven- en Benedenbuurt                                      |                                            | naar de locomotief van de tramlijn die hier liep |         |
| Belmontelaan                    | Hamelakkers                                                                      | Veluvia-Hamelakkers                                         |                                            | naar het arboretum hier en het landgoed dat hier lag |         |
| Belvedère                       | Wageningse Berg                                                                  | Buitengebied                                                |                                            | naar het uitzicht |         |
| Ben Sikkenlaan                  | Hamelakkers                                                                      | Veluvia-Hamelakkers                                         |                                            | verzetstrijder |         |
| Ben van Londenstraat            | Kortenoord-Oost                                                                  | Kortenoord                                                  | Wageningse kunstenaars                     | Bernard Herman Anton van Londen is geboren op 25-07-1907 te Arnhem en overleden op 17-11-1987 te Wageningen. De heer B.H.A. van Londen was leraar en kunstschilder. | 2011    |
| Bennekomsesteeg                 | Het Binnenveld                                                                   | Buitengebied                                                | oud toponiem                               | |         |
| Bennekomseweg                   | De Eng                                                                           | Buitengebied                                                | oud toponiem                               | naar Bennekom |         |
| Bergpad                         | Veluvia                                                                          | Veluvia-Hamelakkers                                         |                                            | naar de Wageningse Berg |         |
| Bergstraat                      | Rustenburg, Binnenstad                                                           | Centrum                                                     |                                            | naar de Wageningse Berg |         |
| Berkenlaan                      | Benedenbuurt                                                                     | Boven- en Benedenbuurt                                      | boomsoorten                                | |         |
| Bernhardstraat                  | De Buurt-West                                                                    | De Buurt                                                    | oranjes                                    | |         |
| Betsy van Goorstraat            | Nudepark, Rijnhaven en Industrieweg                                              | Nude                                                        |                                            | Elizabeth Cornelia van Poeteren-van Goor (Voorthuizen 1885 – Wageningen 1970). Een van de meest actieve strijders voor vrouwenkiesrecht in Wageningen |         |
| Beukenpad                       | Benedenbuurt                                                                     | Boven- en Benedenbuurt                                      | boomsoorten                                | |         |
| Beuningplein                    |                                                                                  |                                                             |                                            | |         |
| Beuningstraat                   | Binnenstad                                                                       | Centrum                                                     |                                            | |         |
| Bevrijdingsstraat               | Veluvia, Binnenstad                                                              | Veluvia-Hamelakkers, Centrum                                | bevrijding /WOII                           | leidt naar Hotel de Wereld |         |
| Binnenhaven                     | Kortenoord-Oost                                                                  | Kortenoord                                                  | oud toponiem                               | naar de haven/vaarweg die hier lag |         |
| Binnenweg                       | De Buurt-West                                                                    | De Buurt                                                    |                                            | |         |
| Blaauwe Kamer                   | Uiterwaarden                                                                     | Buitengebied                                                |                                            | naam hofstede, later steenfabriek, nu natuurgebied Blauwe Kamer |         |
| Blinklaan                       | Hamelakkers                                                                      | Veluvia-Hamelakkers                                         | Wageningse hoogleraren 1                   | Hendrik Blink , hooglereaar economische geografie |         |
| Bloemhof                        | De Buurt-Oost                                                                    | De Buurt                                                    |                                            | |         |
| Boeslaan                        | Hamelakkers                                                                      | Veluvia-Hamelakkers                                         |                                            | vrouwenarts en chirurg Jan Boes, vermoord door SS |         |
| Bomenweg                        | De Dreijen                                                                       | Veluvia-Hamelakkers                                         |                                            | |         |
| Boomgaardweg                    | Oude Nude                                                                        | Buitengebied                                                |                                            | naar de boomgaarden op de oeverwallen van de Nude |         |
| Bornse Weilanden                | Wageningen Campus en Droevendaal                                                 | Wageningen Universiteit                                     | oud toponiem                               | oorspronkelijk naam van het gebied |         |
| Bornsesteeg                     | De Blauwe Bergen en de Bongerd, Wageningen Campus en Droevendaal, Het Binnenveld | Wageningen Universiteit, Buitengebied                       | oud toponiem                               | |         |
| Bosrandweg                      | Wageningse Berg, Hamelakkers                                                     | Buitengebied, Veluvia-Hamelakkers                           |                                            | |         |
| Bosweg                          | De Eng                                                                           | Buitengebied                                                |                                            | |         |
| Boterstraat                     | Binnenstad                                                                       | Centrum                                                     | oud toponiem                               | |         |
| Bowlespark                      | Binnenstad                                                                       | Centrum                                                     |                                            | naar Johannes Stephanus Bowles, die het oude kasteelterrein kocht en hier huizen bouwde |         |
| Braakakkerweg                   | Bovenbuurt                                                                       | Boven- en Benedenbuurt                                      |                                            | |         |
| Brakelseweg                     | De Buurt-West                                                                    | De Buurt                                                    | oud toponiem                               | naar een van de Wageningse buurtschappen |         |
| Bram Vingerlingplantsoen        | Rietveldbuurt                                                                    | Noordwest                                                   |                                            | figuur in de verhalen van Leonard Roggeveen |         |
| Bremlaan                        | Benedenbuurt                                                                     | Boven- en Benedenbuurt                                      | boomsoorten                                | |         |
| Brinkerweg                      | De Buurt-Oost                                                                    | De Buurt                                                    |                                            | |         |
| Brinkmanlaan                    | De Hooilanden                                                                    | Noordwest                                                   |                                            | J.A. Brinkman, architect van het nieuwe bouwen |         |
| Broekemalaan                    | Hamelakkers                                                                      | Veluvia-Hamelakkers                                         |                                            | prof Cornelis Broekema werd in 1923 hoogleraar in Wageningen en directeur van het instituut voor Plantenveredeling. In 1938 werd hij Rector Magnificus van de Landbouwhogeschool. Broekema overleed 10 juni 1940.Zoon van Wagenings hoogleraar Luitje Broekema |         |
| Bronland                        | Wageningen Campus en Droevendaal                                                 | Wageningen Universiteit                                     |                                            | campus |         |
| Buissteeg                       | De Eng                                                                           | Buitengebied                                                | oud toponiem                               | |         |
| Burgtstraat                     | Binnenstad                                                                       | Centrum                                                     |                                            | |         |
| Buurtseweg                      |                                                                                  |                                                             |                                            | |         |
| C.J. Blaauwstraat               | Oude Nude                                                                        | Buitengebied                                                |                                            | Cornelis Blaauw, architect van 4 monumentale panden, waaronder Instituut voor Plantenveredeling, waar deze straat ligt. |         |
| Caro van Eyckstraat             | Mondriaanbuurt                                                                   | Noordwest                                                   |                                            | actrice |         |
| Celebesstraat                   | De Buurt-West                                                                    | De Buurt                                                    |                                            | |         |
| Ceresstraat                     | Benedenbuurt                                                                     | Boven- en Benedenbuurt                                      |                                            | |         |
| Cerise                          | Boomgaarden                                                                      | De Weiden en Boomgaarden                                    | fruit                                      | cerise is kers |         |
| Christiaan van Abkoudeplantsoen | Rietveldbuurt                                                                    | Noordwest                                                   | kinderboekenschrijvers                     | naar Chris van Abkoude schrijver van o.a. Kruimeltje, Pietje Bel |         |
| Christinaweg                    | Marijkebuurt                                                                     | Kortenoord                                                  |                                            | prinses Christina = prinses Marijke |         |
| Churchillweg                    | Haverlanden, Benedenbuurt, De Buurt-Oost, Bovenbuurt                             | De Buurt, Boven- en Benedenbuurt                            | politici WOII                              | naar Winston Churchill, premier van het Verenigd Koninkrijk |         |
| Cissy van Marxveldtstraat       | Rietveldbuurt                                                                    | Noordwest                                                   | kinderboekenschrijvers                     | |         |
| Conventstraat                   | Binnenstad                                                                       | Centrum                                                     |                                            | |         |
| Cor Bruijnstraat                | Rietveldbuurt                                                                    | Noordwest                                                   | kinderboekenschrijvers                     | |         |
| Corry Vonkstraat                | Mondriaanbuurt                                                                   | Noordwest                                                   | acteurs of cabaretiers                     | |         |
| Cort van der Lindenstraat       | Nude-buurt                                                                       | Nude                                                        | Nederlandse politici                       | naar Peter Cort van der Linden (liberaal) |         |
| Costerweg                       | Binnenstad, Nude-buurt, Nudepark, Rijnhaven en Industrieweg                      | Centrum, Nude                                               |                                            | naar Laurens Jansz. Coster, die werd beschouwd als de uitvinder ban de boekdrukkunst (link met meerdere Wageningse drukkerijen) |         |
| Crocusstraat                    | De Buurt-Oost, Haverlanden                                                       | De Buurt                                                    | bloemen                                    | |         |
| Dahliastraat                    | Haverlanden                                                                      | De Buurt                                                    | bloemen                                    | |         |
| Dassenboslaan                   | Wageningen-Hoog                                                                  | Wageningen-Hoog                                             |                                            | |         |
| De Arc                          | Nude-buurt                                                                       | Nude                                                        |                                            | verwijst naar de gebogen gevel van het pand |         |
| de Bleijk                       | Veluvia                                                                          | Veluvia-Hamelakkers                                         |                                            | |         |
| De Elst                         | Wageningen Campus en Droevendaal                                                 | Wageningen Universiteit                                     |                                            | historische perceelsnaam |         |
| de Hoef                         | De Weiden                                                                        | De Weiden en Boomgaarden                                    | oud topponiem                              | |         |
| De Houtwal                      | De Eng                                                                           | Buitengebied                                                |                                            | |         |
| De Savornin Lohmanstraat        | Nude-buurt                                                                       | Nude                                                        | Nederlandse politici                       | naar Alexander de Savornin Lohman, voorman CHU |         |
| De Vrieslaan                    | Wageningen-Hoog                                                                  | Wageningen-Hoog                                             |                                            | |         |
| De Wildwal                      | Hamelakkers                                                                      | Veluvia-Hamelakkers                                         |                                            | |         |
| Debyestraat                     | Bovenbuurt                                                                       | Boven- en Benedenbuurt                                      | Nobelprijswinnaar                          | Peter Debye, fysisch chemicus |         |
| Delhorstpad                     | Veluvia                                                                          | Veluvia-Hamelakkers                                         |                                            | |         |
| Delpad                          | Veluvia, Benedenbuurt                                                            | Veluvia-Hamelakkers, Boven- en Benedenbuurt                 |                                            | |         |
| Dennenlaan                      | Wageningen-Hoog                                                                  | Wageningen-Hoog                                             |                                            | |         |
| Diedenweg                       | Benedenbuurt, Bovenbuurt, Hamelakkers, De Dreijen, De Eng                        | Boven- en Benedenbuurt, Veluvia-Hamelakkers, Buitengebied   | oud toponiem                               | |         |
| Dijkgraaf                       | De Blauwe Bergen en de Bongerd                                                   | Wageningen Universiteit                                     | oud toponiem                               | |         |
| Dijkgraafseweg                  | De Buurt-West                                                                    | De Buurt                                                    |                                            | |         |
| Dijkstraat                      | Binnenstad                                                                       | Centrum                                                     |                                            | |         |
| Dillenburg                      | Veluvia                                                                          | Veluvia-Hamelakkers                                         |                                            | |         |
| Dolderstraat                    | Bovenbuurt, De Eng                                                               | Boven- en Benedenbuurt, Buitengebied                        |                                            | naar een van de buurschappen van Wageningen |         |
| Domeinweg                       | Hamelakkers                                                                      | Veluvia-Hamelakkers                                         |                                            | |         |
| Dorskampweg                     | De Eng, Wageningse Berg                                                          | Buitengebied                                                | oud toponiem                               | naar landgoe de Dorschkamp (destijds ook naam van onderzoeksinstituut ter plaatse) |         |
| Dreijenlaan                     | De Dreijen                                                                       | Veluvia-Hamelakkers                                         |                                            | naar de oude campus |         |
| Dreijenplein                    | De Dreijen                                                                       | Veluvia-Hamelakkers                                         |                                            | naar de oude campus |         |
| Droevendaalsesteeg              | Wageningen Campus en Droevendaal                                                 | Wageningen Universiteit                                     | oud toponiem                               | |         |
| Drouwlaan                       | Benedenbuurt                                                                     | Boven- en Benedenbuurt                                      |                                            | |         |
| Dudoklaan                       | De Hooilanden                                                                    | Noordwest                                                   | architecten                                | Willem Dudok |         |
| Duikerlaan                      | De Hooilanden, Rietveldbuurt                                                     | Noordwest                                                   | architecten                                | Jan Duiker |         |
| Duivendaal                      | Binnenstad                                                                       | Centrum                                                     | oud toponiem                               | oorspronkelijk Duyvelsdall |         |
| Edelmanlaan                     | Hamelakkers                                                                      | Veluvia-Hamelakkers                                         | Wageningse hoogleraren 1                   | Cornelis Hendrik Edelman rector magnificus van de Landbouwuniversiteit |         |
| Edgar du Perronstraat           | De Hooilanden                                                                    | Noordwest                                                   | kinderboekenschrijvers                     | |         |
| Eekhoornlaan                    | Wageningen-Hoog                                                                  | Wageningen-Hoog                                             | diersoorten                                | |         |
| Eekmolenweg                     | Veluvia                                                                          | Veluvia-Hamelakkers                                         |                                            | |         |
| Egelsteeg                       | Het Binnenveld                                                                   | Buitengebied                                                |                                            | |         |
| Eikendwarsstraat                | Benedenbuurt                                                                     | Boven- en Benedenbuurt                                      |                                            | |         |
| Eikenlaan                       | Benedenbuurt                                                                     | Boven- en Benedenbuurt                                      | boomsoorten                                | |         |
| Einthovenstraat                 | Bovenbuurt                                                                       | Boven- en Benedenbuurt                                      | Nobelprijswinnaars                         | Willem Einthoven |         |
| Else Mauhsstraat                | Mondriaanbuurt                                                                   | Noordwest                                                   |                                            | acteurs of cabaretiers |         |
| Elstar                          | Boomgaarden                                                                      | De Weiden en Boomgaarden                                    | fruit                                      | appelras |         |
| Emmapark                        | Binnenstad                                                                       | Centrum                                                     |                                            | |         |
| Englaan                         | Hamelakkers                                                                      | Veluvia-Hamelakkers                                         |                                            | |         |
| Ericalaan                       | Hamelakkers                                                                      | Veluvia-Hamelakkers                                         |                                            | |         |
| Ericaplein                      | Hamelakkers                                                                      | Veluvia-Hamelakkers                                         |                                            | |         |
| Essenlaan                       | Benedenbuurt                                                                     | Boven- en Benedenbuurt                                      | boomsoorten                                | |         |
| Everlaan                        | Wageningen-Hoog                                                                  | Wageningen-Hoog                                             |                                            | |         |
| Evert van der Heijdenstraat     | Kortenoord-Oost                                                                  | Kortenoord                                                  | Wagenings topvoetballer                    | Speelde 1917-1939 voor Wageningen. Hij was de eerste Wageningse speler die werd geselecteerd voor het Nederlands elftal. Op 3 november 1929 debuteerde hij tegen Noorwegen. Op 3 mei 1931 speelde hij zijn achtste en laatste interland in Antwerpen tegen België. Zijn uitverkiezing was een enorme stimulans voor het voetbal in Wageningen. Na zijn spelersloopbaan was Van der Heijden zowel voor als direct na de oorlog als trainer aan Wageningen verbonden. |         |
| Eykmanstraat                    | Bovenbuurt                                                                       | Boven- en Benedenbuurt                                      | Nobelprijswinnaar                          | Christiaan Eijkman |         |
| F. Bordewijkstraat              | Mondriaanbuurt                                                                   | Noordwest                                                   | kinderboekenschrijvers                     | |         |
| Fien de la Marstraat            | De Hooilanden                                                                    | Noordwest                                                   | acteurs of cabaretiers                     | |         |
| Floralaan                       | Haverlanden, De Buurt-Oost                                                       | De Buurt                                                    |                                            | |         |
| Frans Beijerstraat              | Kortenoord-Oost                                                                  | Kortenoord                                                  | Wagenings topvoetballer                    | Frans Beijer (23 maart 1922 – 15 nov. 1963, debuteerde in 1941 als middenvelder in het eerste elftal |         |
| Geertjesweg                     | De Eng, Benedenbuurt, Bovenbuurt, Wageningse Berg                                | Buitengebied, Boven- en Benedenbuurt                        | oud toponiem                               | naar Geert Jansen, landbouwer in de 18e eeuw |         |
| Geersteeg                       | Rietveldbuurt                                                                    | Noordwest                                                   |                                            | pad achter Leonard Roggeveenstraat. Naar watergang de Geer. Niet officieel in de BAG. Wel naambesluit 1988. | 1988    |
| Generaal Foulkesweg             | Hamelakkers, De Dreijen, Veluvia, Wageningse Berg                                | Veluvia-Hamelakkers, Buitengebied                           | bevrijding /WOII                           | naar Charles Foulkes, Canadese generaal, die de onderhandelingen over de Duitse capitulatie in Wageningen voerde |         |
| George Sturmplantsoen           | Kortenoord-Oost                                                                  | Kortenoord                                                  | Wagenings kunstenaar                       | Georg Sturm geboren op 12-08-1864 te Wenen, overleden op 16-03-1923 te Wageningen. De heer Sturm was leraar op de Rijksschool voor kunstnijverheid en hoogleraar Rijksacademie voor Beeldende Kunsten te Amsterdam, ontwerp de tegeltableaus op het Rijksmuseum. Hij kwam in augustus 1917 uit Amsterdam naar Wageningen. | 2011    |
| Gerard Slotboomkade             | Nudepark, Rijnhaven en Industrieweg                                              | Nude                                                        |                                            | langs de haven. Naar bekende Wageninger Gerard Slotboom, een muzikale zwakbegaafde jongen. |         |
| Gerdesstraat                    | Binnenstad                                                                       | Centrum                                                     |                                            | naar dominee Gerde |         |
| Gerrit Zegelaarstraat           | Kortenoord-Oost                                                                  | Kortenoord                                                  | Wagenings kunstenaar                       | Gerrit Zegelaar is geboren op 16-07-1719 te Loenen aan de Vecht, overleden op 24-07-1794 te Wageningen. De heer Zegelaar was doofstom, woonde en werkte als schilder van binnenhuizen, behangselschilder en portretschilder, leerling van Nicolaas Verkolje. | 2011    |
| Giltaylaan                      | Hamelakkers                                                                      | Veluvia-Hamelakkers                                         | Wageningse hoogleraren 1                   | plantkundige prof.Eduard GiltaijIn BAG geschreven met een y, maar volgens naamgevingsbesluit met een ij |         |
| Gladiolenstraat                 | De Buurt-Oost                                                                    | De Buurt                                                    | bloemen                                    | |         |
| Godfried Bomansstraat           | De Hooilanden                                                                    | Noordwest                                                   | kinderboekenschrijvers                     | schrijver van o.a. Erik of het klein insectenboek |         |
| Goudenregenstraat               | Benedenbuurt                                                                     | Boven- en Benedenbuurt                                      | boomsoorten                                | |         |
| Graspieperweide                 | De Weiden                                                                        | De Weiden en Boomgaarden                                    | vogel-weides                               | |         |
| Gravinnestraat                  | De Buurt-Oost                                                                    | De Buurt                                                    |                                            | |         |
| Grebbedijk                      | Binnenstad, Oude Nude, Nudepark, Rijnhaven en Industrieweg                       | Centrum, Buitengebied, Nude                                 | oud toponiem                               | naar de Grebbeberg |         |
| Grotelaan                       | Wageningse Berg                                                                  | Buitengebied                                                |                                            | Oranje Nassau's Oord |         |
| Grintweg                        | De Eng                                                                           | Buitengebied                                                | oud toponiem                               | |         |
| Groen van Prinstererstraat      | Nude-buurt                                                                       | Nude                                                        | Nederlandse politici                       | |         |
| Gruttoweide                     | De Weiden                                                                        | De Weiden en Boomgaarden                                    | vogel-weides                               | |         |
| Haagsteeg                       | De Weiden, Boomgaarden                                                           | De Weiden en Boomgaarden                                    |                                            | |         |
| Haarwal                         | Het Binnenveld                                                                   | Buitengebied                                                | oud toponiem                               | haar=hoogte in het veld |         |
| Haarweg                         | Haarweg, Oude Nude, Kortenoord-West, Het Binnenveld                              | Kortenoord, Buitengebied                                    | oud toponiem                               | haar=hoogte in het veld |         |
| Hamelakkerlaan                  | Hamelakkers                                                                      | Veluvia-Hamelakkers                                         |                                            | |         |
| Hamsterlaan                     | Wageningen-Hoog                                                                  | Wageningen-Hoog                                             | diersoorten                                | |         |
| Harmen Meurspad                 | Kortenoord-Oost                                                                  |                                                             | Wageningse kunstenaars                     | kunstschilder Harmen Hermanus Meurs werd op 17 januari 1891 aan de Nudewal [Walstraat] in Wageningen geboren, hij overleed op 16 november 1964 in Ermelo Speuld. De straat heeft geen adressen. Loopt van Nijlantsingel richting Jan J. de Goedestraat | 2011    |
| Harnjeshof                      | De Buurt-Oost                                                                    | De Buurt                                                    | oud toponiem                               | |         |
| Harnjesweg                      | Benedenbuurt, De Buurt-Oost                                                      | Boven- en Benedenbuurt, De Buurt                            | oud toponiem                               | |         |
| Hartenseweg                     | Wageningse Berg, Wageningen-Hoog                                                 | Buitengebied, Wageningen-Hoog                               |                                            | naar De Harten, vml. buurtschap in Renkum |         |
| Havenafweg                      | Binnenstad                                                                       | Centrum                                                     |                                            | naar de rijnhaven |         |
| Havenstraat                     | Binnenstad                                                                       | Centrum                                                     |                                            | naar de rijnhaven |         |
| Haverlanden                     | Haverlanden                                                                      | De Buurt                                                    |                                            | |         |
| Haversteeg                      |                                                                                  | Noordwest                                                   |                                            | heeft geen adressen. Niet officieel in de BAG. Wel naambesluit 1988. |         |
| Hazekamp                        | De Buurt-Oost                                                                    | De Buurt                                                    |                                            | naar een perceel van de familie Haasse |         |
| Heidepark                       | Wageningen-Hoog                                                                  | Wageningen-Hoog                                             |                                            | |         |
| Heimanslaan                     | Wageningen-Hoog                                                                  | Wageningen-Hoog                                             |                                            | Eli Heimans , natuurbeschermer |         |
| Helmbloemstraat                 | De Buurt-Oost                                                                    | De Buurt                                                    | bloemen                                    | |         |
| Hendrik Marsmanstraat           | De Hooilanden                                                                    | Noordwest                                                   | kinderboekenschrijvers                     | "Denkend aan Holland.." |         |
| Hendrikweg                      | Veluvia                                                                          | Veluvia-Hamelakkers                                         |                                            | ws prins Hendrik van Mecklenburg-Schwerin, gemaal van Wilhelmina (heeft hier ook een weg) |         |
| Henk Blankestijnstraat          | Kortenoord-West                                                                  | Kortenoord                                                  | Wagenings politicus                        | zie artikel in De Gelderlander |         |
| Herenstraat                     | Binnenstad                                                                       | Centrum                                                     |                                            | voorheen Achterstraat en Heerenstraat |         |
| Hermelijnlaan                   | Wageningen-Hoog                                                                  | Wageningen-Hoog                                             | diersoorten                                | |         |
| Hertenlaan                      | Wageningen-Hoog                                                                  | Wageningen-Hoog                                             | diersoorten                                | |         |
| Het Stek                        | Nudepark, Rijnhaven en Industrieweg                                              | Nude                                                        |                                            | technisch geen straatnaam, maar de naam van een ligplaats |         |
| Hesselink van Suchtelenweg      | Veluvia                                                                          | Veluvia-Hamelakkers                                         |                                            | burgemeester vanaf 1893 |         |
| Heuvelweg                       | Bovenbuurt                                                                       | Boven- en Benedenbuurt                                      |                                            | |         |
| Hindelaan                       | Wageningen-Hoog                                                                  | Wageningen-Hoog                                             | diersoorten                                | |         |
| Hindericus Scheepstrastraat     | Rietveldbuurt                                                                    | Noordwest                                                   |                                            | |         |
| Hinkeloordseweg                 | Veluvia                                                                          | Veluvia-Hamelakkers                                         |                                            | naar huize Hinkeloord |         |
| Hoevestein                      | De Blauwe Bergen en de Bongerd, Bovenbuurt, Roghorst                             | Wageningen Universiteit, Boven- en Benedenbuurt, De Horsten |                                            | |         |
| Hoge Steeg                      | Wageningen Campus en Droevendaal                                                 | Wageningen Universiteit                                     |                                            | campus |         |
| Hollandseweg                    | Bovenbuurt, Wageningen-Hoog, De Eng                                              | Boven- en Benedenbuurt, Wageningen-Hoog, Buitengebied       |                                            | |         |
| Holle weg                       | Wageningse Berg                                                                  | Buitengebied                                                |                                            | holleweg is een term voor dit soort ingesloten wegen. Deze heeft ook een eigen lemma op Wikipedia. |         |
| Hoogstraat                      | Binnenstad                                                                       | Centrum                                                     |                                            | |         |
| Hooilandplein                   | De Hooilanden                                                                    | Noordwest                                                   |                                            | |         |
| Hotze de Roosstraat             | Rietveldbuurt                                                                    | Noordwest                                                   | kinderboekenschrijvers                     | bekend van "De Kameleon" |         |
| Huppelpad                       | Oude Nude                                                                        | Buitengebied                                                |                                            | |         |
| Huszárlaan                      | Mondriaanbuurt, De Hooilanden                                                    | Noordwest                                                   | kunstenaars                                | schilder |         |
| Hyacintenstraat                 | De Buurt-Oost                                                                    | De Buurt                                                    | bloemen                                    | |         |
| Industrieweg                    | Nudepark, Rijnhaven en Industrieweg                                              | Nude                                                        |                                            | bedrijventerrein |         |
| Irenebrigadeplein               |                                                                                  |                                                             |                                            | |         |
| Irenestraat                     | De Buurt-West                                                                    | De Buurt                                                    | Oranjes                                    | prinses Inrene |         |
| Irisstraat                      | Haverlanden                                                                      | De Buurt                                                    | bloemen                                    | |         |
| Jachthaven                      | Uiterwaarden                                                                     | Buitengebied                                                |                                            | vanwege de (jacht)haven |         |
| Jagerskamp                      | Bovenbuurt                                                                       | Boven- en Benedenbuurt                                      |                                            | |         |
| Jan J. de Goedestraat           | Kortenoord-Oost                                                                  | Kortenoord                                                  |                                            | Wageninger. Op 30-04-1926 geboren en in 1981 overleden. Oprichter Historische Vereniging Oud-Wageningen en zijn beroep was drukker, tekenaar. | 2011    |
| Jan Jordensstraat               | Kortenoord-Oost                                                                  | Kortenoord                                                  | kunstenaars                                | Jan Gerrit Jordens, beelden kunstenaar geboren op 05-01-1883 te Wageningen, overleden op 12-05-1962 te Groningen. |         |
| Jan Kopsweg                     | Veluvia                                                                          | Veluvia-Hamelakkers                                         |                                            | hoogleraar landhuishoudkunde en de kruidkunde te Utrecht |         |
| Jan Ligthartstraat              | Rietveldbuurt                                                                    | Noordwest                                                   | schrijvers kinderboeken                    | |         |
| Jan Slauerhoffstraat            | De Hooilanden                                                                    | Noordwest                                                   | schrijvers kinderboeken                    | |         |
| Jasmijnplantsoen                | Benedenbuurt                                                                     | Boven- en Benedenbuurt                                      | boomsoorten                                | |         |
| Javastraat                      | De Buurt-West                                                                    | De Buurt                                                    |                                            | |         |
| Jeanne van de Weijerstraat      | Nudepark, Rijnhaven en Industrieweg                                              | Nude                                                        | Wageningse politica                        | In 1927 was slechts één vrouw verkiesbaar: onderwijzeres J.P. van Baren-van de Weijer (Vrijzinnig Democraten). Zij was in 1931 voor dezelfde partij ook kandidaat voor Provinciale Staten. In beide gevallen kreeg ze geen zetel. |         |
| Job Jansenstraat                | Kortenoord-Oost                                                                  | Kortenoord                                                  | Wagenings topvoetballer                    | Jacob Jansen, 12 juni 1915 – 9 nov. 1977 debuteerde in 1933 in het eerste elftal en speelde in totaal 410 competitiewedstrijdentijdens zijn loopbaan die 22 jaar duurde |         |
| Johan Beenstraat                | Rietveldbuurt                                                                    | Noordwest                                                   | schrijvers kinderboeken                    | |         |
| Johan Buziaustraat              | Mondriaanbuurt                                                                   | Noordwest                                                   | acteurs of cabaretiers                     | |         |
| Johan Fabriciuskade             | Rietveldbuurt                                                                    | Noordwest                                                   | schrijvers kinderboeken                    | |         |
| Johan Karschstraat              | Kortenoord-Oost                                                                  | Kortenoord                                                  | Wagenings kunstenaar                       | beeldend kunstenaar Johan Karsch is geboren op 18-12-1945 te Renkum en overleden op 8-10-1979 te Wageningen. | 2011    |
| Johan Kievietstraat             | Rietveldbuurt                                                                    | Noordwest                                                   | schrijvers kinderboeken                    | van Dik Trom |         |
| Julianastraat                   | De Buurt-West                                                                    | De Buurt                                                    | Oranjes                                    | |         |
| Junusstraat                     | Binnenstad                                                                       | Centrum                                                     | oud toponiem                               | Van Junushoff, naar Johan Junius, majoor van Wageningen (~1630) |         |
| Kamerlingh Onnesstraat          | Bovenbuurt                                                                       | Boven- en Benedenbuurt                                      | Nobelprijswinnaar                          | Heike Kamerlingh Onnes |         |
| Kamperfoelielaan                | Benedenbuurt                                                                     | Boven- en Benedenbuurt                                      | boomsoorten en struiken                    | |         |
| Kampweg                         | De Buurt-Oost                                                                    | De Buurt                                                    |                                            | |         |
| Kanaalweg                       | Het Binnenveld,Business & Science Park                                           | Buitengebied, Noordwest                                     |                                            | naar het Nieuwe Kanaal, waar het aan ligt. |         |
| Kapelstraat                     | Binnenstad                                                                       | Centrum                                                     |                                            | naar een kapel |         |
| Kastanjeweg                     | Benedenbuurt                                                                     | Boven- en Benedenbuurt                                      | boomsoort                                  | |         |
| Kasteelse Gang                  | Binnenstad                                                                       | Centrum                                                     |                                            | naar het voormalige kasteel van Wageningen |         |
| Kees Mulderweg                  | De Buurt-Oost                                                                    | De Buurt                                                    |                                            | verzetstrijder uit Wageningen |         |
| Keijenbergseweg                 | Wageningen-Hoog, Wageningse Berg                                                 | Wageningen-Hoog, Buitengebied                               | oud toponiem                               | naar landgoed de Keijenberg in Renkum |         |
| Kemphaanweide                   | De Weiden                                                                        | De Weiden en Boomgaarden                                    | vogel-weiden                               | |         |
| Kennedyweg                      | Haverlanden                                                                      | De Buurt                                                    |                                            | |         |
| Kerkhofpad                      | Veluvia                                                                          | Veluvia-Hamelakkers                                         |                                            | naar de joodse begraafplaats hier. ("kerk"hof dus eigenlijk ongepast) |         |
| Kerkstraat                      | Binnenstad                                                                       | Centrum                                                     |                                            | naar de grote kerk |         |
| Kielekampsteeg                  | Het Binnenveld                                                                   | Buitengebied                                                | oud toponiem                               | |         |
| Kievitsweide                    | De Weiden                                                                        | De Weiden en Boomgaarden                                    | vogel-weiden                               | |         |
| Klaas Katerstraat               | Benedenbuurt                                                                     | Boven- en Benedenbuurt                                      | Nederlandsch Werkliedenverbond Patrimonium | vakbondsleider |         |
| Klaproospad                     | De Buurt-Oost                                                                    | De Buurt                                                    | bloemen                                    | |         |
| Ko van Dijkstraat               | De Hooilanden                                                                    | Noordwest                                                   | Nederlandse acteur of cabaretier           | |         |
| Koekoeksbloempad                | Het Binnenveld                                                                   | Buitengebied                                                |                                            | (heeft geen adressen) |         |
| Koenenlaan                      | Hamelakkers                                                                      | Veluvia-Hamelakkers                                         | Wageningse hoogleraren 1                   | 1e prof Landhuishoudkiunde Salomon Koenen (1871-1922) |         |
| Kolkakkerweg                    | Bovenbuurt                                                                       | Boven- en Benedenbuurt                                      | oud toponiem                               | |         |
| Konijneberglaan                 | Wageningen-Hoog                                                                  | Wageningen-Hoog                                             | diersoorten                                | |         |
| Kortenburg                      | Wageningse Berg                                                                  | Buitengebied                                                |                                            | |         |
| Kortenoord Allee                |                                                                                  |                                                             |                                            | |         |
| Kortestraat                     | Nudepark, Rijnhaven en Industrieweg                                              | Nude                                                        |                                            | |         |
| Krijthehof                      | Kortenoord-Oost                                                                  | Kortenoord                                                  |                                            | naar tweeling Eltien Krijthe en Neeltje Krijthe, verzetstrijders |         |
| Kruisstraat                     | De Buurt-West                                                                    | De Buurt                                                    |                                            | |         |
| Kwikstaartweide                 | De Weiden                                                                        | De Weiden en Boomgaarden                                    | vogel-weiden                               | |         |
| Laantje van Anton Pieck         | Rietveldbuurt                                                                    | Noordwest                                                   |                                            | |         |
| Laantje van Daantje             | Rietveldbuurt                                                                    | Noordwest                                                   | figuren kinderboeken                       | |         |
| Laantje van de Lapjeskat        | De Hooilanden                                                                    | Noordwest                                                   | figuren kinderboeken                       | Annie M.G. Smidt |         |
| Laantje van de Spin Sebastiaan  | De Hooilanden                                                                    | Noordwest                                                   | figuren kinderboeken                       | Annie M.G. Smidt |         |
| Laantje van de Veertien Uilen   | De Hooilanden                                                                    | Noordwest                                                   | figuren kinderboeken                       | Annie M.G. Smidt |         |
| Laantje van Dik Trom            | Rietveldbuurt                                                                    | Noordwest                                                   | figuren kinderboeken                       | |         |
| Laantje van Erik                | De Hooilanden                                                                    | Noordwest                                                   | figuren kinderboeken                       | van Erik of het klein insectenboek door Godfried Bomans |         |
| Laantje van het Schaap Veronica | De Hooilanden                                                                    | Noordwest                                                   | figuren kinderboeken                       | Annie M.G. Smidt |         |
| Laantje van Jetses              | Rietveldbuurt                                                                    | Noordwest                                                   | kinderboekenschrijvers                     | illustrator van oa Ot en Sien |         |
| Laantje van Pieter Bas          | De Hooilanden                                                                    | Noordwest                                                   | figuren kinderboeken                       | boek van Godfried Bomans |         |
| Lawickse Allee                  | Oude Nude, De Buurt-West, Binnenstad, Nudepark, Rijnhaven en Industrieweg        | Buitengebied, De Buurt, Centrum, Nude                       |                                            | naar de familie van Lawick, waarvan telgen al eenuwelang verbonden zijn met Wageningen |         |
| Leeuweriksweide                 | De Weiden                                                                        | De Weiden en Boomgaarden                                    | vogel-weides                               | |         |
| Leonard Roggeveenstraat         | Rietveldbuurt                                                                    | Noordwest                                                   | kinderboekenschrijver                      | |         |
| Lijnbaanstraat                  | De Buurt-West                                                                    | De Buurt                                                    |                                            | |         |
| Lijsterbeslaan                  | Benedenbuurt                                                                     | Boven- en Benedenbuurt                                      | boomsoorten                                | |         |
| Lindenlaan                      | Benedenbuurt                                                                     | Boven- en Benedenbuurt                                      | boomsoorten                                | |         |
| Lombardi                        | Boomgaarden                                                                      | De Weiden en Boomgaarden                                    | Fruit                                      | |         |
| Lorentzstraat                   | Bovenbuurt                                                                       | Boven- en Benedenbuurt                                      | Nobelprijswinnaar                          | Hendrik Lorentz |         |
| Louis Bouwmeesterstraat         | Mondriaanbuurt                                                                   | Noordwest                                                   | acteurs of cabaretiers                     | |         |
| Louis Davidsstraat              | Mondriaanbuurt                                                                   | Noordwest                                                   | acteurs of cabaretiers                     | revueartiest |         |
| Louis Raemaekerslaan            | Kortenoord-Oost                                                                  | Kortenoord                                                  | Wagenings kunstenaar                       | Louis Raemaekers geboren op 06-04-1869 te Roermond,overleden op 26-07-1956 te Scheveningen. Tekenleraar te Wageningen 1895-1912, kwam uit Roermond, vertrok naar Haarlem. Was met name in de Eerste Wereldoorlog internationaal invloedrijk met zijn bijtende cartoons. | 2011    |
| Maneswaard                      | Uiterwaarden                                                                     | Buitengebied                                                | oud toponiem                               | naam van gebied. ligt (nu) aan zuidzijde van de Rijn. Naar Gerrit van Manen, de pachter in 1563. |         |
| Mansholtlaan                    | Het Binnenveld, Wageningen Campus en Droevendaal                                 | Buitengebied, Wageningen Universiteit                       |                                            | Sicco Mansholt |         |
| Margrietplantsoen               | De Buurt-West                                                                    | De Buurt                                                    | Oranjes                                    | |         |
| Marijkeweg                      | Boomgaarden, Marijkebuurt                                                        | De Weiden en Boomgaarden, Kortenoord                        | Oranjes                                    | prinses Christina=Prinses Marijke |         |
| Markt                           | Binnenstad                                                                       | Centrum                                                     |                                            | |         |
| Marterlaan                      | Wageningen-Hoog                                                                  | Wageningen-Hoog                                             | diersoorten                                | |         |
| Matenstraat                     | De Buurt-West                                                                    | De Buurt                                                    |                                            | |         |
| Meidoornplantsoen               | Benedenbuurt                                                                     | Boven- en Benedenbuurt                                      | boomsoorten                                | |         |
| Melkweg                         | De Buurt-West                                                                    | De Buurt                                                    |                                            | |         |
| Menno ter Braakstraat           | Mondriaanbuurt                                                                   | Noordwest                                                   | kinderbokenschrijver                       | |         |
| Mennonietenweg                  | Nude-buurt                                                                       | Nude                                                        |                                            | naar de mennonieten / doopsgezinden die hier, gevlucht uit Oost-Europa (ws Polen) hier woonden |         |
| Mia Goossenstraat               | De Hooilanden                                                                    | Noordwest                                                   | acteurs of cabaretiers                     | actrice |         |
| Molenstraat                     | Binnenstad                                                                       | Centrum                                                     |                                            | |         |
| Mollaan                         | Wageningen-Hoog                                                                  | Wageningen-Hoog                                             | diersoort                                  | |         |
| Mondriaanlaan                   | Mondriaanbuurt                                                                   | Noordwest                                                   | kunstenaar                                 | Piet Mondriaan |         |
| Morel                           | Boomgaarden                                                                      | De Weiden en Boomgaarden                                    | fruit                                      | kersen |         |
| Mörfelden-Walldorfplein         | Bovenbuurt                                                                       | Boven- en Benedenbuurt                                      |                                            | vanwege de stedenband met deze Duitse gemeente |         |
| Mouterij                        | Benedenbuurt                                                                     | Boven- en Benedenbuurt                                      |                                            | naar de graanmouterij die hier stond |         |
| Naaldweg                        | Bovenbuurt                                                                       | Boven- en Benedenbuurt                                      |                                            | |         |
| Narcissenstraat                 | De Buurt-Oost                                                                    | De Buurt                                                    | bloemen                                    | |         |
| Nassauweg                       | Veluvia                                                                          | Veluvia-Hamelakkers                                         |                                            | |         |
| Nel Vietsstraat                 | Nudepark, Rijnhaven en Industrieweg, Nude-buurt                                  | Nude                                                        | Wageningse politica                        | Petronella Maria Beijer-Viets (Wageningen 1890 - Wageningen 1977) |         |
| Niemeijerstraat                 | Binnenstad                                                                       | Centrum                                                     |                                            | Theodorus Niemeijer ,Wagenings arts |         |
| Nienke van Hichtumstraat        | Rietveldbuurt                                                                    | Noordwest                                                   | kinderboekenschrijvers                     | |         |
| Nieuwe Kanaal                   | Business & Science Park, Het Binnenveld                                          | Noordwest, Buitengebied                                     |                                            | |         |
| Nieuwe Singel                   |                                                                                  |                                                             |                                            | |         |
| Nieuwesteeg                     | Het Binnenveld                                                                   | Buitengebied                                                |                                            | (heeft geen adressen) |         |
| Nieuwstraat                     | Binnenstad                                                                       | Centrum                                                     |                                            | |         |
| Nijenoord Allee                 |                                                                                  |                                                             |                                            | |         |
| Nijlantsingel                   | Kortenoord-Oost                                                                  | Kortenoord                                                  |                                            | afgeleid van gebiedsnaam De Nieuwlanden | 2011    |
| Nijverheidstraat                | De Buurt-Oost                                                                    | De Buurt                                                    | ambachtschool                              | |         |
| Nobelweg                        | Bovenbuurt                                                                       | Boven- en Benedenbuurt                                      |                                            | Alfred Nobel, naamgever van de prijd |         |
| Nolensstraat                    | Nude-buurt                                                                       | Nude                                                        | Nederlands politicus                       | Willem Hubert Nolens |         |
| Noweestraat                     | De Hooilanden                                                                    | Noordwest                                                   | kinderboekenschrijvers                     | Jan Nowee en Paul Nowee schrijvers van Arendsoog (kinderboekenserie) |         |
| Nude                            | Nudepark, Rijnhaven en Industrieweg, Nude-buurt                                  | Nude                                                        | oud totoniem                               | |         |
| Nudepark                        | Nudepark, Rijnhaven en Industrieweg, Nude-buurt                                  | Nude                                                        | zie Nude                                   | |         |
| Nudestraat                      | Binnenstad                                                                       | Centrum                                                     | oud toponiem                               | |         |
| Olivierlaan                     | Hamelakkers                                                                      | Veluvia-Hamelakkers                                         | Wageningse hoogleraren 1                   | prof Simon Olivier (organische chemie) |         |
| Olympiaplein                    | De Buurt-Oost                                                                    | De Buurt                                                    |                                            | |         |
| Onderlangs                      | Uiterwaarden                                                                     | Buitengebied                                                |                                            | vanwege de ligging/loop onderlangs de "berg". Is niet als naam opgenomen in de BAG |         |
| Oordensteeg                     | Rietveldbuurt, Het Binnenveld                                                    | Noordwest, Buitengebied                                     |                                            | naar de Oordensteeg (mogelijk naar boerderij Kortenoord die hieraan lag?) |         |
| Oostinglaan                     | Wageningen-Hoog                                                                  | Wageningen-Hoog                                             |                                            | Dr. Ir. Willem Adriaan Johan Oosting (Dordrecht 1898 -Wageningen 1942), landbouw- en bodemkundige te Wageningen, grondlegger moderne bodemkunde/ bodemkartering van Nederland, en samen met Edelman van de historische geografie. |         |
| Ooststeeg                       | De Weiden, Boomgaarden                                                           | De Weiden en Boomgaarden                                    | oud toponiem                               | |         |
| Opal                            | Boomgaarden                                                                      | De Weiden en Boomgaarden                                    | fruit                                      | |         |
| Oranjelaan                      | Wageningse Berg                                                                  | Buitengebied                                                |                                            | genoemd naar de koninklijke familie |         |
| Otterlaan                       | Wageningen-Hoog                                                                  | Wageningen-Hoog                                             | diersoorten                                | |         |
| Otto van Gelreweg               | Veluvia                                                                          | Veluvia-Hamelakkers                                         |                                            | Graaf Otto II van Gelre, gaf Wageningen stadsrechten |         |
| Oude Bennekomseweg              | Bovenbuurt                                                                       | Boven- en Benedenbuurt                                      |                                            | naar Bennekom |         |
| Oude Diedenweg                  | De Eng                                                                           | Buitengebied                                                | oud toponiem                               | |         |
| Oude Eekmolenweg                | Benedenbuurt                                                                     | Boven- en Benedenbuurt                                      |                                            | |         |
| Oude Zoomweg                    | Wageningen-Hoog, De Eng                                                          | Wageningen-Hoog, Buitengebied                               |                                            | |         |
| Oudlaan                         | Rietveldbuurt, Mondriaanbuurt, De Hooilanden                                     | Noordwest                                                   | architect                                  | Jacobus Johannes Pieter Oud |         |
| Peppelsteeg                     |                                                                                  | Noordwest                                                   |                                            | op het sportpark |         |
| Pabstsendam                     | Nudepark, Rijnhaven en Industrieweg                                              | Nude                                                        |                                            | genoemd naar de familie Van Pabst, waarvan 3 generaties heer van Wolfswaard waren |         |
| Pad van Abeltje                 | De Hooilanden                                                                    | Noordwest                                                   | figuren kinderboeken                       | |         |
| Pad van Arendsoog               | De Hooilanden                                                                    | Noordwest                                                   | figuren kinderboeken                       | |         |
| Pad van Dikkertje Dap           | De Hooilanden                                                                    | Noordwest                                                   | figuren kinderboeken                       | naar figuren uit boeken van Annie M.G. Smidt |         |
| Pad van Jip en Janneke          | De Hooilanden                                                                    | Noordwest                                                   | figuren kinderboeken                       | naar figuren uit boeken van Annie M.G. Smidt |         |
| Pad van Ot en Sien              |                                                                                  |                                                             |                                            | |         |
| Pad van Witte Veder             | De Hooilanden                                                                    | Noordwest                                                   | figuren kinderboeken                       | uit de boeken van Arendsoog (kinderboekenserie) |         |
| Papenpad                        | Wageningen-Hoog, De Eng                                                          | Wageningen-Hoog, Buitengebied                               |                                            | |         |
| Paul van Ostaijenstraat         | De Hooilanden                                                                    | Noordwest                                                   |                                            | dichter |         |
| Peppelsteeg                     |                                                                                  | Noordwest                                                   |                                            | |         |
| Piet Bakkerstraat               |                                                                                  |                                                             |                                            | |         |
| Pietje Belpad                   |                                                                                  | Noordwest                                                   |                                            | |         |
| Pitschlaan                      | Hamelakkers                                                                      | Veluvia-Hamelakkers                                         | Wageningse hoogleraren 1                   | Prof. J.Otto.P. Pitsch, buitengewoon hoogleraar in de plantenteelt |         |
| Plantage                        | Wageningen Campus en Droevendaal                                                 | Wageningen Universiteit                                     |                                            | campus |         |
| Plantsoen                       | Binnenstad                                                                       | Centrum                                                     |                                            | |         |
| Plassteeg                       |                                                                                  |                                                             |                                            | |         |
| Plataanlaan                     | Boomgaarden                                                                      | De Weiden en Boomgaarden                                    | boomsoorten                                | |         |
| Plataanweg                      | Benedenbuurt                                                                     | Boven- en Benedenbuurt                                      | boomsoorten                                | naar de monumentale plataan hier. |         |
| Plein 15 Augustus               | Boomgaarden                                                                      | De Weiden en Boomgaarden                                    |                                            | 15 augustus 1945, einde WO II. Herdenkingsdag slachtoffers vd Japanse bezetting in Nederlands-Indië |         |
| Plevierenweide                  | De Weiden                                                                        | De Weiden en Boomgaarden                                    | vogel-weides                               | |         |
| Pomona                          | Pomona, Boomgaarden                                                              | De Buurt, De Weiden en Boomgaarden                          |                                            | godin van de boomvrucht(vanwege de boomgaarden) |         |
| Pootakkerweg                    | Benedenbuurt                                                                     | Boven- en Benedenbuurt                                      |                                            | |         |
| Postjesweg                      | Benedenbuurt                                                                     | Boven- en Benedenbuurt                                      |                                            | |         |
| Poststraat                      | Binnenstad                                                                       | Centrum                                                     |                                            | naar het postkantoor hier |         |
| Prof. Bijhouwerstraat           | Kortenoord-West                                                                  | Kortenoord                                                  | Wageningse hoogleraren 2                   | |         |
| Prof. de Wildestraat            | Kortenoord-West                                                                  | Kortenoord                                                  | Wageningse hoogleraren 2                   | |         |
| Prof. Grijnslaan                | Kortenoord-West                                                                  | Kortenoord                                                  | Wageningse hoogleraren 2                   | |         |
| Prof. Hofsteestraat             | Kortenoord-West                                                                  | Kortenoord                                                  | Wageningse hoogleraren 2                   | Evert Willem Hofstee (1909-1987), Nederlands socioloog en grondlegger van de rurale sociologie in Wageningen |         |
| Prof. Kraaijenhagenstraat       | Kortenoord-West, Kortenoord-Oost                                                 | Kortenoord                                                  | Wageningse hoogleraren 2                   | |         |
| Prof. Mayerstraat               |                                                                                  | Kortenoord                                                  |                                            | |         |
| Prof. Meulenbergstraat          | Kortenoord-West                                                                  | Kortenoord                                                  | Wageningse hoogleraren 2                   | |         |
| Prof. Quanjerstraat             | Kortenoord-West                                                                  | Kortenoord                                                  | Wageningse hoogleraren 2                   | |         |
| Prof. Slicher van Bathlaan      | Kortenoord-West                                                                  | Kortenoord                                                  | Wageningse hoogleraren 2                   | Bernard Slicher van Bath, agrarische geschiedenis |         |
| Prof. Tendeloostraat            | Kortenoord-West                                                                  | Kortenoord                                                  | Wageningse hoogleraren 2                   | |         |
| Prof. Thurlingsstraat           | Kortenoord-West                                                                  | Kortenoord                                                  | Wageningse hoogleraren 2                   | |         |
| Prof. Visserlaan                | Kortenoord-West                                                                  | Kortenoord                                                  | Wageningse hoogleraren 2                   | |         |
| Prof. Wellensiekstraat          | Kortenoord-West                                                                  | Kortenoord                                                  | Wageningse hoogleraren 2                   | |         |
| Prunusstraat                    | Benedenbuurt                                                                     | Boven- en Benedenbuurt                                      | boomsoorten                                | |         |
| Reeboklaan                      | Wageningen-Hoog                                                                  | Wageningen-Hoog                                             | diersoorten                                | |         |
| Reeënlaan                       | Wageningen-Hoog                                                                  | Wageningen-Hoog                                             | diersoorten                                | |         |
| Regentesselaan                  |                                                                                  |                                                             |                                            | genoemd naar koningin Emma, die na het overlijden van haar man koning Willem III in 1890 regentes der Nederlanden werd, tot haar dochter Wilhelmina in 1898 achttien werd en koningin. |         |
| Ribeslaan                       | Benedenbuurt                                                                     | Boven- en Benedenbuurt                                      |                                            | |         |
| Riemsdijkstraat                 | Binnenstad                                                                       | Centrum                                                     |                                            | Jelis van Riemsdijk/Gillus van Ryemsdick/Cornelis van Ryemsdick |         |
| Rietveldlaan                    | Rietveldbuurt                                                                    | Noordwest                                                   | architect                                  | |         |
| Rijnhaven                       |                                                                                  |                                                             |                                            | |         |
| Rijnsteeg                       | Het Binnenveld, De Hooilanden                                                    | Buitengebied, Noordwest                                     |                                            | |         |
| Rijnveste                       | De Hooilanden                                                                    | Noordwest                                                   |                                            | |         |
| Ripperdahof                     | Rustenburg                                                                       | Centrum                                                     | vrouw van Torck                            | Anna Maria Ripperda |         |
| Ritzema Bosweg                  | Hamelakkers, Benedenbuurt, Wageningse Berg, De Dreijen, Veluvia                  | Veluvia-Hamelakkers, Boven- en Benedenbuurt, Buitengebied   |                                            | |         |
| Roghorst                        | Roghorst                                                                         | De Horsten                                                  |                                            | |         |
| Rondeel                         | Rustenburg                                                                       | Centrum                                                     |                                            | |         |
| Rooseveltweg                    | De Buurt-Oost, De Buurt-West                                                     | De Buurt                                                    |                                            | |         |
| Rouwenhofstraat                 | Binnenstad                                                                       | Centrum                                                     |                                            | |         |
| Rozenstraat                     | Haverlanden                                                                      | De Buurt                                                    |                                            | |         |
| Rustenburg                      | Rustenburg                                                                       | Centrum                                                     |                                            | vernoemd naar het huis Rustenburg dat er tussen de 17e en 20e eeuw stond. |         |
| Rustenburgersteeg               |                                                                                  |                                                             |                                            | zie Rustenburg |         |
| Salverdaplein                   | Binnenstad                                                                       | Centrum                                                     |                                            | Prof. Dr. Matthijs Salverda (1840-1886), was 1873-1886 inspecteur van het middelbaar onderwijs, in het bijzonder belast met het landbouwonderwijs. Was (samen met anderen, zoals Staringh en lokale Wageningse politici) instrumenteel in het vestigen van de landbouwschool te Wageningen (en dus een van de grondleggers van het rijkslandbouwonderwijs in Nederland).                                                                                            |         |
| Santana                         | Boomgaarden                                                                      |                                                             | fruit                                      | appelras. Is fietspad Lombardi richting Pomona? |         |
| Schaepmanstraat                 | Nude-buurt                                                                       | Nude                                                        | Nederlandse politici                       | Herman Schaepman, Rooms-katholiek |         |
| Scheidingslaan                  |                                                                                  |                                                             |                                            | |         |
| Schoolstraat                    | Binnenstad                                                                       | Centrum                                                     |                                            | |         |
| Schoorsteenweg                  |                                                                                  |                                                             |                                            | De Dreijen |         |
| Schuijlensteeg                  | Binnenstad                                                                       | Centrum                                                     |                                            | |         |
| Simon Vestdijkstraat            | Mondriaanbuurt                                                                   | Noordwest                                                   | kinderbokenschrijvers                      | |         |
| Slagsteeg                       | Het Binnenveld                                                                   | Buitengebied                                                |                                            | |         |
| Sleedoornplantsoen              | Benedenbuurt                                                                     | Boven- en Benedenbuurt                                      | boomsoorten                                | |         |
| Sparrenbos                      | Wageningen-Hoog                                                                  | Wageningen-Hoog                                             |                                            | |         |
| Spelstraat                      | De Buurt-Oost                                                                    | De Buurt                                                    |                                            | |         |
| Spijk                           | Rustenburg                                                                       | Centrum                                                     | oud toponiem                               | |         |
| Sportstraat                     | De Buurt-Oost                                                                    | De Buurt                                                    |                                            | |         |
| Sprengerlaan                    | Hamelakkers                                                                      | Veluvia-Hamelakkers                                         | Wageningse hoogleraren 1                   | Ab Sprenger, tuinbouw |         |
| St. Annastraat                  | Binnenstad                                                                       | Centrum                                                     |                                            | |         |
| Stadsbrink                      | De Buurt-Oost, Binnenstad                                                        | De Buurt, Centrum                                           |                                            | |         |
| Staringlaan                     | Hamelakkers                                                                      | Veluvia-Hamelakkers                                         |                                            | naar bodemkundige Winand Staring, drijven de kracht achter oprichting Rijkslandbouwschool |         |
| Stationsstraat                  | Binnenstad                                                                       | Centrum                                                     |                                            | naar het voormalig tramstation |         |
| Sterappel                       | Boomgaarden                                                                      |                                                             | fruit                                      | fietspad van Lombardi naar de Van Uvenweg (tussen kerk en Marin door) |         |
| Stippeneng                      |                                                                                  |                                                             |                                            | op campus. historische perceelnaam |         |
| Strickerlaan                    | Hamelakkers                                                                      | Veluvia-Hamelakkers                                         | Wageningse hoogleraren 1                   | Jean Paul Stricker, 40 jaar administrateur landbouwuniversiteit, tm 1920 |         |
| Sumatrastraat                   | De Buurt-West                                                                    | De Buurt                                                    |                                            | |         |
| Talmastraat                     | Benedenbuurt                                                                     | Boven- en Benedenbuurt                                      | Nederlandsch Werkliedenverbond Patrimonium | Syb Talma |         |
| Tante Diensteeg                 | Binnenstad                                                                       | Centrum                                                     |                                            | |         |
| Tarthorst                       | Tarthorst                                                                        | De Horsten                                                  |                                            | |         |
| Thijsselaan                     | Wageningen-Hoog                                                                  | Wageningen-Hoog                                             |                                            | |         |
| Thorbeckestraat                 | Nude-buurt                                                                       | Nude                                                        | Nederlandse politici                       | |         |
| Top Naeffstraat                 | Rietveldbuurt                                                                    | Noordwest                                                   | kinderboekenschrijvers                     | |         |
| Torckpark                       | Binnenstad                                                                       | Centrum                                                     | oud-burgemeesters                          | naar de oud-burgemeester Lubbert Adolph Torck |         |
| Treubstraat                     | Nude-buurt                                                                       | Nude                                                        |                                            | |         |
| Troelstraweg                    | Nude-buurt                                                                       | Nude                                                        | Nederlandse politici                       | Pieter Jelles Troelstra |         |
| Tuinlaan                        | De Dreijen                                                                       | Veluvia-Hamelakkers                                         |                                            | |         |
| Tulpstraat                      | Haverlanden                                                                      | De Buurt                                                    | bloemen                                    | |         |
| Uiverweide                      | De Weiden                                                                        | De Weiden en Boomgaarden                                    | vogel-weiden                               | |         |
| Vadaring                        |                                                                                  |                                                             |                                            | |         |
| Vakwerkstraat                   | De Buurt-Oost                                                                    | De Buurt                                                    | ambachtschool                              | |         |
| Van Appelthornhof               | Rustenburg                                                                       | Centrum                                                     | vrouw van Torck                            | Judith van Appelthorn |         |
| Van Arnhemhof                   | Rustenburg                                                                       | Centrum                                                     | vrouw van Torck                            | Jacoba van Arnhem |         |
| Van de Weerdstraat              | Kortenoord-Oost                                                                  | Kortenoord                                                  | Wagenings topvoetballer                    | Charley (voetballer vd eeuw en topscorer aller tijden) en Ton (speelde het grootst aantal wedstrijden en okk assistet trainer) van der Weerd |         |
| Van der Lecklaan                | De Hooilanden                                                                    | Noordwest                                                   |                                            | |         |
| Van der Vlugtlaan               | De Hooilanden                                                                    | Noordwest                                                   |                                            | |         |
| Van der Waalsstraat             | Bovenbuurt                                                                       | Boven- en Benedenbuurt                                      | Nederlandse nobelprijswinnaars             | Johannes Diderik van der Waals |         |
| Van Doesburglaan                | De Hooilanden, Rietveldbuurt, Mondriaanbuurt                                     | Noordwest                                                   | architect                                  | Theo van Doesburg |         |
| van Eckstraat                   | De Buurt-West                                                                    | De Buurt                                                    |                                            | |         |
| Van Eesterenlaan                | De Hooilanden                                                                    | Noordwest                                                   | architect                                  | Cornelis van Eesteren |         |
| Van Hoornhof                    | Rustenburg                                                                       | Centrum                                                     | vrouw van Torck                            | Petronella Wilhelmina van Hoorn, egaa van Lubbert Adolph Torck |         |
| Van Houtenstraat                | Nude-buurt                                                                       | Nude                                                        | Nederlandse politici                       | Samuel van Houten |         |
| Van Lidth de Jeudelaan          | Hamelakkers                                                                      | Veluvia-Hamelakkers                                         |                                            | ??wellicht naar Charlotte Amelie van Lidth de Jeude directrice van "Ziekenzorg"(St. Paulusstichting), te Wageningen ?? |         |
| Van Sallandthof                 | Rustenburg                                                                       | Centrum                                                     | vrouw van Torck                            | Josina van Sallandt |         |
| Van Schelvenweg                 |                                                                                  |                                                             |                                            | |         |
| Van Schermbeeklaan              | Hamelakkers                                                                      | Veluvia-Hamelakkers                                         |                                            | bosbouwkundige Adriaan Johannes van Schermbeek |         |
| Van 't Hoffstraat               | Bovenbuurt                                                                       | Boven- en Benedenbuurt                                      | Nederlandse nobelprijswinnaars             | Jacobus van 't Hoff |         |
| Van Tienhovenlaan               | Wageningen-Hoog                                                                  | Wageningen-Hoog                                             |                                            | Pieter van Teinhoven, oprichter natuurmonumenten |         |
| Van Uvenweg                     | Boomgaarden, De Buurt-West, Haverlanden, De Buurt-Oost                           | De Weiden en Boomgaarden, De Buurt                          |                                            | rector magnificus landbouwuniversiteit 1921-1922 |         |
| Vanenburgstraat                 | De Buurt-West                                                                    | De Buurt                                                    |                                            | naar de vrouwen van Vanenburg die hier eigendommsen had |         |
| Veensteeg                       | Het Binnenveld                                                                   | Buitengebied                                                |                                            | (heeft geen adressen) |         |
| Veerdam                         | Uiterwaarden                                                                     | Buitengebied                                                |                                            | naar het veer/de pont Lexkesveer |         |
| Veerstraat                      | Veluvia, Rustenburg                                                              | Veluvia-Hamelakkers, Centrum                                |                                            | naar het veer/de pont Lexkesveer |         |
| Veerweg                         | Veluvia                                                                          | Veluvia-Hamelakkers                                         |                                            | naar het veer/de pont Lexkesveer |         |
| Veluviaweg                      | Benedenbuurt, Veluvia                                                            | Boven- en Benedenbuurt, Veluvia-Hamelakkers                 |                                            | |         |
| Verbindingsweg                  |                                                                                  |                                                             |                                            | De Dreijen |         |
| Vergersweg                      | De Buurt-Oost                                                                    | De Buurt                                                    |                                            | |         |
| Veste                           | Rustenburg                                                                       | Centrum                                                     | vestingbouw                                | |         |
| Vijverweg                       |                                                                                  |                                                             |                                            | De Dreijen |         |
| Vijfde polder                   | Wageningen Campus en Droevendaal                                                 | Wageningen Universiteit                                     |                                            | campus. historisch-administratieve gebiedsnaam |         |
| Vijzelstraat                    | Binnenstad                                                                       | Centrum                                                     |                                            | |         |
| Vleermuislaan                   | Wageningen-Hoog                                                                  | Wageningen-Hoog                                             |                                            | |         |
| Voorburglaan                    | Kortenoord-Oost                                                                  | Kortenoord                                                  |                                            | |         |
| Vossenlaan                      | Wageningen-Hoog                                                                  | Wageningen-Hoog                                             |                                            | |         |
| Waagstraat                      | Binnenstad                                                                       | Centrum                                                     | oud toponiem                               | naar de Waag (pand) |         |
| Wageningse Afweg                | Oude Nude                                                                        | Buitengebied                                                |                                            | |         |
| Walstraat                       | Binnenstad                                                                       | Centrum                                                     |                                            | naar de vestingwal |         |
| Weijdesteeg                     |                                                                                  |                                                             |                                            | ? Staat in BAG, maar waar dit is? (niet in BGT). was weg paralel aan Geersteeg. En dat is een pad achterlangs de huizen van de Leonard Roggeveenstraat. |         |
| Westbergweg                     |                                                                                  |                                                             |                                            | |         |
| Westerhofseweg                  | De Buurt-Oost                                                                    | De Buurt                                                    |                                            | |         |
| Weteringsteeg                   |                                                                                  | Noordwest                                                   |                                            | |         |
| Wezellaan                       | Wageningen-Hoog                                                                  | Wageningen-Hoog                                             | diersoorten                                | |         |
| Wildekamp                       | Het Binnenveld, De Eng                                                           | Buitengebied                                                | oud toponiem                               | |         |
| Wilhelminaweg                   | Veluvia                                                                          | Veluvia-Hamelakkers                                         | oranjes                                    | |         |
| Willem Berkhemerstraat          | Kortenoord-Oost                                                                  | Kortenoord                                                  | kunstenaars                                | |         |
| Willem Elsschotstraat           | De Hooilanden                                                                    | Noordwest                                                   | kinderboekenschrijvers                     | |         |
| Willem Hovystraat               | Benedenbuurt                                                                     | Boven- en Benedenbuurt                                      | Nederlandsch Werkliedenverbond Patrimonium | ARP- politicus |         |
| Wilslaan                        | De Hooilanden                                                                    | Noordwest                                                   | architect                                  | Jan Wils |         |
| Wim Kanstraat                   | De Hooilanden                                                                    | Noordwest                                                   | cabaretier                                 | |         |
| Wim Sonneveldstraat             | Mondriaanbuurt                                                                   | Noordwest                                                   | cabaretier                                 | |         |
| Witmondplein                    | Benedenbuurt                                                                     | Boven- en Benedenbuurt                                      | Nederlandsch Werkliedenverbond Patrimonium | J. Witmond, oprichter Patrimonium |         |
| Zeemanstraat                    | Bovenbuurt                                                                       | Boven- en Benedenbuurt                                      | Nederlandse nobelprijswinnaars             | Pieter Zeeman |         |
| Zoomweg                         | De Eng, Wageningen-Hoog, Wageningse Berg                                         | Buitengebied, Wageningen-Hoog                               | oud toponiem                               | is op de zoom (=rand) van bos en (open) Eng |         |

## Niet opgenomen in BAG
Deze namen zijn niet opgenomen in de Basisregistratie Adressen en Gebouwen (waar straatnamen officieel geregistreerd zijn als "openbare ruimte").
| 1e Honingblokpad   |                                        |
| 2e Honingblokpad   |                                        |
| Berglaan           | Bospaden Dorskamp/Oranje Nassau's Oord |
| Boslaan            | Bospaden Dorskamp/Oranje Nassau's Oord |
| Bredelaan          | Bospaden Dorskamp/Oranje Nassau's Oord |
| Eerste Dorskampweg | Bospaden Dorskamp/Oranje Nassau's Oord |
| Eeuwigheidslaan    | Bospaden Dorskamp/Oranje Nassau's Oord |
| Golvenlaan         | Bospaden Dorskamp/Oranje Nassau's Oord |
| Grenspad           | Bospaden Dorskamp/Oranje Nassau's Oord |
| Lexkesveer         |                                        |
| Middenlaan         | Bospaden Dorskamp/Oranje Nassau's Oord |
| Onderlangs         |                                        |
| Opheusdense Veer   |                                        |
| Tweede Dorskampweg | Bospaden Dorskamp/Oranje Nassau's Oord |
| Zwarteweg          | Bospaden Dorskamp/Oranje Nassau's Oord |

## Verdwenen straatnamen
| straatnaam                 | Buurt         | Wijk | groep | achtergrond                                            | periode   |
| -------------------------- | ------------- | ---- | ----- | ------------------------------------------------------ | --------- |
| Achterstraat               |               |      |       | in 1874 omgedoopt tot Heerenstraat (nu Herenstraat)    |           |
| Arnhemse of Rijksstraatweg |               |      |       | Gen Foulkesweg                                         |           |
| Doldersteeg                |               |      |       |                                                        |           |
| Dijkgraafsedwarsweg        |               |      |       |                                                        |           |
| Heelsumsche weg            |               |      |       | Keijenbergseweg                                        |           |
| Hoefsteeg                  |               |      |       | Droevendaalsesteeg (oost                               |           |
| Hoge Steeg                 |               |      |       | lag waar nu sportpark de Bongerd ligt                  |           |
| Jodestraat                 |               |      |       | oude volksnaam voor Nieuwstraat                        |           |
| Klaas Katerplein           |               |      |       | hernoemd naar Witmondplein                             |           |
| Lagesteeg/ Lage Steeg      |               |      |       | Mansholtlaan                                           | 1914+1932 |
| Langstraat                 |               |      |       | Mansholtlaan                                           | 1894+1906 |
| Marktstraat                | Binnenstad    |      |       | nu Niemeijerstraat                                     |           |
| Nieuwe Wageningseweg       |               |      |       | Mansholtlaan                                           | 1957+1966 |
| Nieuweweg/ Nieuwe weg      |               |      |       | Nu Costerweg                                           |           |
| Parkstraat                 | Binnenstad    |      |       | nu Niemeijerstraat                                     |           |
| Papaverstraat              | De Buurt-Oost |      |       |                                                        |           |
| Poepe(n)steeg              |               |      |       |                                                        |           |
| Rozemarijnstraat           |               |      |       | oude naam voor Molenstraat                             |           |
| Sportparkweg               |               |      |       | Van Uvenweg                                            |           |
| Stormsteeg                 | Binnenstad    |      |       | steeg voor de kerktoren, toen de markt nog bebouwd was |           |
| Tarthorsterweg             |               |      |       |                                                        |           |
| Westerstraat               | De Buurt-Oost |      |       |                                                        |           |
| Zuiderstraat               | De Buurt-Oost |      |       |                                                        |           |
| Zonnebloemstraat           |               |      |       |                                                        |           |